# Носівська гімназія № 3
Носівська гімназія № 3 Носівської міської ради Чернігівської області
Розташована у мальовничому місці на Вербові, де річка Носівочка коліном огинає підвищену місцевість. 

## Історія
Двоповерхова цегляна будівля школи відкрита в 1895 (за іншими даними в 1899) як Церковна другокласна школа Чернігівської єпархії місцевими меценатами Миколою Захаровичем Шаулою і Морозом.. Зі встановленням радянської влади на Вербові була розміщена сільська рада Лісні хутори. 
Загальна кількість учнів 272 у 1926, за національним складом всі українці, за соціальним складом всі селяни.
Це було училище інтернатського типу. Готувало вчителів для початкових шкіл. Приймалися діти, які закінчили три класи початкової школи. Навчання в училищі тривало чотири роки. Називали училище «Носівською бурсою».
Серед шкільного приладдя були піаніно, мікроскоп, фотоапарат, глобуси. В 1928 в приміщенні школи було відкрито літні дитячі ясла на 35 дітей.
Зруйнована радянськими партизанами в роки Німецько-радянської війни.

17 червня 2022 тип та найменування Носівського навчально-виховного комплексу «Загальноосвітній навчальний заклад-дошкільний навчальний заклад» І-ІІІ ступенів №3 Носівської міської ради Чернігівської області (адреса: вул. Козацька,41, м. Носівка, Ніжинський район, Чернігівська область, 17100, код ЄДРПОУ 33329933) Носівська міська рада змінила на Носівську гімназію №3 Носівської міської ради Чернігівської області.

## Музей

### Історія
Історико-краєзнавчий музей при школі почав створюватися в липні 1987 року. Ініціатором, організатором, безпосереднім керівником робіт і автором розробки основних експозицій був Хоменко Олександр Андрійович.
Музею присвоєне звання «Зразковий музей» (2011).
Автором проекту художнього оформлення експозиції музею є художник Самсоненко Л.С. в співавторстві з художниками Пелаковим В.І., Махновським Г.П., Буцаном В.Ф.
Активну участь у створенні музею брали учні вчителі школи та жителі мікрорайону.
Хоча фактично музей і функціонував з 1987 року, але наказом по школі його відкриття було проведено лише 20 вересня 1991 року.
Автором проекту художнього оформлення експозиції музею є художник Самсоненко Л.С. в співавторстві з художниками Пелаковим В.І., Махновським Г.П., Буцаном В.Ф.
Активну участь у створенні музею брали учні вчителі школи та жителі Вербова.
Фактично музей і функціонував з 1987 року, однак наказом по школі його відкриття було проведено лише 20 вересня 1991 року.

## Експозиція
Він розташований в 3-х невеликих кімнатах центрального корпусу школи. З них дві мають площу по 15 м². , а третя 20 м² .
В цих кімнатах розміщені експозиції таких розділів:
1. Історичний процес розвитку людства. Заснування носівки. Народознавство краю.
2. Велика Вітчизняна війна.
3. Післявоєнний період. Школа та її історія.

В першій кімнаті знаходяться експозиції з історії України періоду середньовіччя, новітньої історії, історії Носівщини, а також експонати по народознавству. Зокрема є куточок селянським одягом, тканинами кустарно-промислового виробництва, виробами народних умільців. Тут є такі цікаві експонати: кирея та башлик (обмундирування військових кіннотних часів I світової війни), передані жителькою села Адамівки Хоменко Євдокією Андріївною учням під час туристичного походу по збору старовинних речей.
Розміщена тут і частина надгробні плити з фамільного склепу пана Шаули, який був меценатом навчального закладу. Саме за його кошти проводилося в 1885 році будівництво цього навчального закладу. Плита була знайдена та передана до музею, у 2002 році учнем 11 класу Приходьком Сергієм Миколайовичем.
У вітринах цієї кімнати знаходиться нагородний лист повного Геогрієвського кавалера (4 хрести), колишнього завгоспа школи Саська Івана Івановича.
Створена також експозиція: «речі селянського побуту». Тут виставлені різні предмети побуту: прикраси, старовинні праски, самовари, посуд, дерев'яні ночви, ківш, тощо. виставлений також один з досить цікавих експонатів, знайдений неподалік від пам'ятника давньої історії України Шаулиної могили. Це гончарний виріб, глечик зроблений без гончарного круга і обпалений. Як твердять фахівці, період III-VII ст. до н. е.
Знайдений глечик був в кінці 70-х років на глибині 1 м. 40 см. при будівництві місцевого заводу, Коли будівельники наткнулся на цікаве місце, далі роботу проводили учні під керівництвом директора Хоменка Олександра Андрійовича. Тут же було знайдено багато черепків стародавнього битого посуду, а також мідне кільце і прикраси. Це свідчить про те, що це була стоянка племена скіфів.
Привертають увагу кілька козацьких люльок, знайдених учнями школи на березі місцевої річки Носівочки, під час меліоративних робіт на початку 80-х років.
Основну площу другої кімнати займають експозиції: «Велика Вітчизняна війна», «Партизанський рух на Носівщині», «Носівчани — Герої Радянського Союзу». Тут знаходяться і фото, яке дороге колективу нашої школи. Це випускник школи, Герой Радянського Союзу Галуза Г. Г. Під час створення цієї експозиції, рада музею багато працювала в пошуках фотографій, документів про цю людину. Праця увінчалася успіхом, юні краєзнавці натрапили на далеких родичів Галузи Г.Г., які проживають в селі Дебрево. Під час неодноразових їх відвідин, учням передали фото та цікавий документ-нагородний лист.
В цьому залі експонуються фотографії Стратілата М. І. - командира та організатора партизанського загону.
Учнями під час походів по стежках бойової слави записані про нього розповіді в селі Селище і в м. Носівці.
Наявні документи, які офіційно засвідчують створення партизанського загону. Привертає увагу Партизанська стіннівка, один з номерів якої передала під час зустрічі з учнями колишня партизанка Самокиш Ф .Г., з нею часто спілкувалися учні школи, таким чином збагачуючи свої знання з історії партизанського загону.
Є фотографія 1943 року. Це мітинг у м. Носівці на честь визволення міста від німецько-фашистських загарбників. 
Зустріч з командиром партизанського загону Федоровим та мітинг зустрічі з Ковпаком С.А. під час приїзду їх у Носівку. Всі ці фото знаходилися в домашньому архіві колишньої партизанської зв'язкової вчительки - пенсіонерки Хоменко Г. В. під час чергової зустрічі з юними екскурсоводами школи вона повідомила цікаві факти і передала фото.
Також експонуються зброя і одяг воїнів Червоної армії, частково зброя і спорядження німецько-фашистської армії, документи і нагороди військовослужбовців періоду Великої Вітчизняної війни, особисті речі офіцерів та солдат Радянської Армії.
Багато цікавого та пізнавального можуть довідатися відвідувачі музею з особистих щоденників Пінчук Наталії, Рябокрис Наталії, Пінчук Галини, які охоплюють період з 1938 р. і по 1945 р. ,Овдієнка Івана (з 1933 по 1946). Історичних подій, описаних там, ми не знайдемо в жодному підручнику. Тут можна на долі однієї людини прослідкувати за долею цілої країни. Ці щоденники були передані до музею в 2007 році Пінчук Галиною, та щоденник Овдієнко Івана був переданий сином в 2008 році. 
Є також досить цікавий експонат, який має історичну цінність. Це звіт - альбом географічні експедиції 1911 року в гори Тянь-Шаню. Він зроблений у фотографіях. Історія цього експонату така: в 1941 році, коли відступали війська Червоної армії, до будинку де проживала молода дівчина Пінчук Наталія забіг молодий лейтенант і віддаючи цей альбом (бо важко було нести) попросив зберегти, - «повернуся, заберу». Але він не повернувся… Племінниця Пінчук Наталії в 2009 році передала його музею.
Площу третьої кімнати займають експозиції з історії міста Носівки в післявоєнний час та з історії школи. Серед них цікаве фото зроблене у 1962 році. Цей вид школи, яку було зруйновано під час війни. 
Тут розміщені фотографії визначних людей Носівки, учителів і керівників школи різних років, учнів, які закінчили школу з золотими і срібними медалями, художніх колективів школи, а також стенд «Вони закінчили нашу школу». 
Слід звернути увагу на фото Романа Андрійовича Руденка - випускника нашої школи. Поряд розміщено декілька фотографій сімейного альбому цієї родини. Роман Андрійович був генеральним прокурором України, а потім генеральним прокурором Радянського Союзу. Після війни - він учасник Нюрнберзького процесу -  головний звинувачувач. Учні-члени ради музею, довгий час підтримували зв'язки з людьми, що були у близьких стосунках з родиною Руденків. Звідси і сімейні реліквії (фото) і цікаві розповіді (записи). 
Широко показано в цій кімнаті навчальний і трудовий процес, а також життя школи цілому, зв'язок школи з місцевими колгоспами. 
Експонується велика кількість альбомів, що відображають життя учнівського колективу протягом багатьох років, нагороди школи за досягнуті успіхи, грошові знаки різних років, документи про зв'язки школи з Міністерством освіти, творчими колективами, школами України, редакціями періодичних видань, наукові праці колишніх випускників школи, унікальні фотографії з історії школи, фотографії починаючи з 1906 року. 
Оформлений також цікавий стенд про випускника школи, Заслуженого артиста України лауреата Національної премії імені Тараса Шевченка Нечепу Василя Григоровича. Є подаровані записи його пісень, фотокартки. 
Одним з цікавих експонатів і свідоцтво про закінчення в 1915 році Носівської второкласної учительської школи (нині Носівський НВК «ЗНЗ-ДНЗ» I-III ст.№ 3), видане на ім'я Сопіги Г. Це свідоцтво передала музею в 1999 році людина, яка постійно підтримувала зв'язки з музеєм, з школою - дружина колишнього директора школи Сопіги Олександра Степановича, Сопіга Галина Василівна. Вона була одним із активістів по збору матеріалів для музею. 
Невід'ємною частиною музею є також пам'ятки архітектури і історії, які знаходяться в мікрорайоні школи. Учні школи постійно доглядають за ними. Знають історії цих пам'яток.
Це: 
- обеліск партизанської слави в урочищі «Орішне»,
- історико - архітектурний комплекс XVIII-XX ст.,
- історичний пам'ятник - братська могила,
- пам'ятний знак «Пам'ятаємо»,
- пам'ятник давньої історії України Шаулина могила,
- пам'ятник Броварцю Михайлу Степановичу
- меморіал в селі Дебрево.

## Випускники
- Мотлях Олександр Іванович (нар. 1967) — доктор юридичних наук, професор, заслужений юрист України
- Нечепа Василь Григорович (нар. 1950) — кобзар, лірник, народний співак, лауреат Державної премії імені Тараса Шевченка, Народний артист України.
- Самокиш Михайло Іванович (1933—2022) — почесний ректор Подільського державного аграрно-технічного університету, заслужений працівник освіти України.